# Preliminariile Campionatului European de Fotbal 2016 – Grupa H
Grupa H din preliminariile Campionatului European de Fotbal 2016 este una dintre cele nouă grupe care va decide echipele ce se vor califica pentru turneul final. Din această grupă fac parte Italia, Croația, Norvegia, Bulgaria, Azerbaidjan și Malta, iar fiecare dintre ele va juca câte două meciuri contra celorlalte echipe din grupă.

## Grupă
| Legendă pentru culorile grupelor       |
| -------------------------------------- |
| Echipă calificată direct pentru turneu |
| Echipă care merge la baraj             |

Vezi departajările dacă două sau mai multe echipe au același număr de puncte.
| Echipa      | MJ | V | E | Î | GM | GP | G   | Pct |
| ----------- | -- | - | - | - | -- | -- | --- | --- |
| Italia      | 10 | 7 | 3 | 0 | 16 | 7  | +9  | 24  |
| Croația     | 10 | 6 | 3 | 1 | 20 | 5  | +15 | 20  |
| Norvegia    | 10 | 6 | 1 | 3 | 13 | 10 | +3  | 19  |
| Bulgaria    | 10 | 3 | 2 | 5 | 8  | 12 | −4  | 11  |
| Azerbaidjan | 10 | 1 | 3 | 6 | 7  | 17 | −10 | 6   |
| Malta       | 10 | 0 | 2 | 8 | 3  | 16 | −13 | 2   |

Croației i-a fost dedus un punct din cauza comportamentului rasist din meciul contra Italiei (12 iunie 2015) de pe Stadion Poljud. Pe lângă această penalizare, Federației Croate de Fotbal le-a fost impus ordinul de a juca următoarele două meciuri de acasă fără spectatori, dar și interzicerea de a mai juca vreun meci din campania de calificare pe Poljud. Le-a fost impusă și o amendă de €100.000. Federația Croată de Fotbal a făcut apel la această decizie, iar o audiere este programată în data de 17 septembrie 2015. Apelul Croației a fost respins.

## Meciuri
Programul a fost anunțat de UEFA în aceeași zi cu tragerea la sorți, pe 23 februarie 2014, la Nisa. Orele de început sunt CET/CEST (ora locală este în paranteze).
| Azerbaidjan | 1–2    | Bulgaria                     |
| ----------- | ------ | ---------------------------- |
| Nazarov 54' | Report | Mitsanski 14' V. Hristov 87' |

| Croația                 | 2–0    | Malta |
| ----------------------- | ------ | ----- |
| Modrić 46' Kramarić 81' | Report |       |

| Norvegia | 0–2    | Italia               |
| -------- | ------ | -------------------- |
|          | Report | Zaza 16' Bonucci 62' |

| Bulgaria | 0–1    | Croația            |
| -------- | ------ | ------------------ |
|          | Report | Bodurov 36' (aut.) |

| Italia             | 2–1    | Azerbaidjan          |
| ------------------ | ------ | -------------------- |
| Chiellini 44', 82' | Report | Chiellini 76' (aut.) |

| Malta | 0–3    | Norvegia                |
| ----- | ------ | ----------------------- |
|       | Report | Dæhli 22' King 26', 49' |

| Croația                                                                           | 6–0    | Azerbaidjan |
| --------------------------------------------------------------------------------- | ------ | ----------- |
| Kramarić 11' Perišić 34', 45' Brozović 45+1' Modrić 56' (pen.) Sadiqov 61' (aut.) | Report |             |

| Malta | 0–1    | Italia    |
| ----- | ------ | --------- |
|       | Report | Pellè 24' |

| Norvegia                    | 2–1    | Bulgaria    |
| --------------------------- | ------ | ----------- |
| Elyounoussi 13' Nielsen 72' | Report | Bodurov 43' |

| Azerbaidjan | 0–1    | Norvegia      |
| ----------- | ------ | ------------- |
|             | Report | Nordtveit 25' |

| Bulgaria     | 1–1    | Malta             |
| ------------ | ------ | ----------------- |
| Galabinov 6' | Report | Failla 49' (pen.) |

| Italia       | 1–1    | Croația     |
| ------------ | ------ | ----------- |
| Candreva 11' | Report | Perišić 15' |

| Azerbaidjan               | 2–0    | Malta |
| ------------------------- | ------ | ----- |
| Huseynov 4' Nazarov 90+2' | Report |       |

| Croația                                                          | 5–1    | Norvegia   |
| ---------------------------------------------------------------- | ------ | ---------- |
| Brozović 30' Perišić 53' Olić 65' Schildenfeld 87' Pranjić 90+4' | Report | Tettey 80' |

| Bulgaria                   | 2–2    | Italia                      |
| -------------------------- | ------ | --------------------------- |
| I. Popov 11' Mitsanski 17' | Report | Y. Minev 4' (aut.) Éder 84' |

| Croația       | 1–1    | Italia              |
| ------------- | ------ | ------------------- |
| Mandžukić 11' | Report | Candreva 36' (pen.) |

| Malta | 0–1    | Bulgaria     |
| ----- | ------ | ------------ |
|       | Report | I. Popov 56' |

| Norvegia | 0–0    | Azerbaidjan |
| -------- | ------ | ----------- |
|          | Report |             |

| Azerbaidjan | 0–0    | Croația |
| ----------- | ------ | ------- |
|             | Report |         |

| Bulgaria | 0–1    | Norvegia   |
| -------- | ------ | ---------- |
|          | Report | Forren 57' |

| Italia    | 1–0    | Malta |
| --------- | ------ | ----- |
| Pellè 69' | Report |       |

| Malta                  | 2–2    | Azerbaidjan          |
| ---------------------- | ------ | -------------------- |
| Mifsud 55' Effiong 71' | Report | Amirguliyev 36', 80' |

| Norvegia                      | 2–0    | Croația |
| ----------------------------- | ------ | ------- |
| Berget 51' Ćorluka 69' (aut.) | Report |         |

| Italia             | 1–0    | Bulgaria |
| ------------------ | ------ | -------- |
| De Rossi 6' (pen.) | Report |          |

| Azerbaidjan | 1–3    | Italia                               |
| ----------- | ------ | ------------------------------------ |
| Nazarov 31' | Report | Éder 11' El Shaarawy 43' Darmian 65' |

| Norvegia                 | 2–0    | Malta |
| ------------------------ | ------ | ----- |
| Tettey 19' Søderlund 52' | Report |       |

| Croația                               | 3–0    | Bulgaria |
| ------------------------------------- | ------ | -------- |
| Perišić 2' Rakitić 42' N. Kalinić 81' | Report |          |

| Bulgaria                        | 2–0    | Azerbaidjan |
| ------------------------------- | ------ | ----------- |
| M. Aleksandrov 20' Rangelov 56' | Report |             |

| Italia                 | 2–1    | Norvegia   |
| ---------------------- | ------ | ---------- |
| Florenzi 73' Pellè 82' | Report | Tettey 23' |

| Malta | 0–1    | Croația     |
| ----- | ------ | ----------- |
|       | Report | Perišić 25' |

## Golgheteri
6 goluri
- Ivan Perišić

3 goluri
- Dimitrij Nazarov
- Graziano Pellè
- Alexander Tettey

2 goluri
- Rahid Amirguliyev
- Iliyan Mitsanski
- Ivelin Popov
- Marcelo Brozović
- Andrej Kramarić
- Luka Modrić
- Antonio Candreva
- Giorgio Chiellini
- Éder
- Joshua King

1 gol
- Javid Huseynov
- Mihail Aleksandrov
- Nikolay Bodurov
- Andrey Galabinov
- Ventsislav Hristov
- Dimitar Rangelov
- Nikola Kalinić
- Mario Mandžukić
- Ivica Olić
- Danijel Pranjić
- Ivan Rakitić
- Gordon Schildenfeld
- Leonardo Bonucci
- Matteo Darmian
- Daniele De Rossi
- Stephan El Shaarawy
- Alessandro Florenzi
- Simone Zaza
- Alfred Effiong
- Clayton Failla
- Michael Mifsud
- Jo Inge Berget
- Mats Møller Dæhli
- Tarik Elyounoussi
- Vegard Forren
- Håvard Nielsen
- Håvard Nordtveit
- Alexander Søderlund

1 autogol

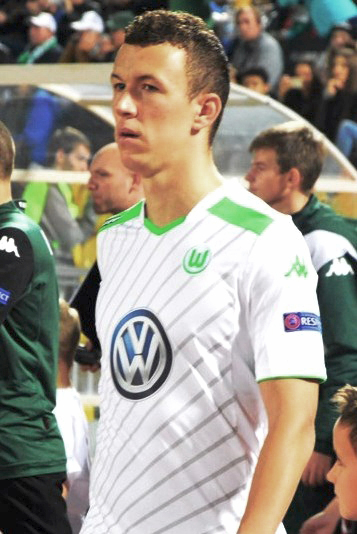
Ivan Perišić (Croația) este golgheterul grupei, cu 6 goluri înscrise

- Rashad Sadygov (jucând contra Croației)
- Nikolay Bodurov (jucând contra Croației)
- Yordan Minev (jucând contra Italiei)
- Vedran Ćorluka (jucând contra Norvegiei)
- Giorgio Chiellini (jucând contra Azerbaidjanului)

## Disciplină
Un jucător este suspendat automat pentru următorul meci dacă a comis următoarele ofense:
- Primirea unui cartonaș roșu (suspendarea poate fi extinsă pentru injurii mai serioase)
- Primirea a trei cartonașe galbene în trei meciuri diferite, precum și după al cincilea și oricare altul (suspendările sunt valabile și pentru baraj, dar nu și pentru turneul final sau pentru viitoarele meciuri internaționale)

Următorii jucători au fost (sau vor fi) suspendați pentru unul dintre meciurile din preliminarii:
| Națională   | Jucător           | Avertizat | Suspendat |
| ----------- | ----------------- | --- | --- |
| Azerbaidjan | Maksim Medvedev   | contra Rusiei (15 octombrie 2013)                                                                                | contra Bulgariei (9 septembrie 2014) |
| Azerbaidjan | Badavi Guseynov   | contra Italiei (10 octombrie 2015)                                                                               | contra Bulgariei (13 octombrie 2015) |
| Bulgaria    | Petar Zanev       | contra Cehiei (15 octombrie 2013)                                                                                | contra Azerbaidjanului (9 septembrie 2014) |
| Bulgaria    | Svetoslav Dyakov  | contra Italiei (28 martie 2015) contra Maltei (12 iunie 2015) contra Italiei (6 septembrie 2015)                 | contra Croației (10 octombrie 2015) |
| Bulgaria    | Yordan Minev      | contra Norvegiei (13 octombrie 2014) contra Norvegiei (3 septembrie 2015) contra Italiei (6 septembrie 2015)     | contra Croației (10 octombrie 2015) |
| Bulgaria    | Iliyan Mitsanski  | contra Italiei (6 septembrie 2015)                                                                               | contra Croației (10 octombrie 2015) |
| Croația     | Josip Šimunić     | Comportament rasist contra Islandei (19 noiembrie 2013)                                                          | contra Maltei (9 septembrie 2014) contra Bulgariei (10 octombrie 2014) contra Azerbaidjanului (13 octombrie 2014) contra Italiei (16 noiembrie 2014) contra Norvegiei (28 martie 2015) contra Italiei (12 iunie 2015) contra Azerbaidjanului (3 septembrie 2015) |
| Croația     | Ante Rebić        | contra Mexicului (23 iunie 2014)                                                                                 | contra Maltei (9 septembrie 2014) |
| Croația     | Vedran Ćorluka    | contra Norvegiei (28 martie 2015)                                                                                | contra Italiei (12 iunie 2015) |
| Croația     | Darijo Srna       | contra Italiei (12 iunie 2015)                                                                                   | contra Azerbaidjanului (3 septembrie 2015) |
| Croația     | Mateo Kovačić     | contra Italiei (16 noiembrie 2014) contra Italiei (12 iunie 2015) contra Azerbaidjanului (3 septembrie 2015)     | contra Norvegiei (6 septembrie 2015) |
| Croația     | Ivica Olić        | contra Bulgariei (10 octombrie 2014) contra Italiei (12 iunie 2015) contra Norvegiei (6 septembrie 2015)         | contra Bulgariei (10 octombrie 2015) |
| Croația     | Duje Čop          | contra Bulgariei (10 octombrie 2015)                                                                             | contra Maltei (13 octombrie 2015) |
| Italia      | Claudio Marchisio | contra Uruguayului (24 iunie 2014)                                                                               | contra Norvegiei (9 septembrie 2014) |
| Italia      | Leonardo Bonucci  | contra Maltei (13 octombrie 2014)                                                                                | contra Croației (16 noiembrie 2014) |
| Italia      | Daniele De Rossi  | contra Bulgariei (6 septembrie 2015)                                                                             | contra Azerbaidjanului (10 octombrie 2015) |
| Malta       | Steve Borg        | contra Croației (9 septembie 2014)                                                                               | contra Norvegiei (10 octombrie 2014) contra Italiei (13 octombrie 2014) contra Bulgariei (16 noiembrie 2014) |
| Malta       | Michael Mifsud    | contra Italiei (13 octombrie 2014)                                                                               | contra Bulgariei (16 noiembrie 2014) contra Azerbaidjanului (28 martie 2015) |
| Malta       | Paul Fenech       | contra Bulgariei (16 noiembrie 2014) contra Bulgariei (12 iunie 2015) contra Italiei (3 septembrie 2015)         | contra Azerbaidjanulu (6 septembrie 2015) |
| Norvegia    | Tarik Elyounoussi | contra Bulgariei (13 octombrie 2014) contra Azerbaidjanului (16 noiembrie 2014) contra Croației (28 martie 2015) | contra Azerbaidjanului (12 iunie 2015) |